# Domingo Nguyen Van Hanh
Domingo Nguyen Van Hanh (en vietnamita: Ðaminh Nguyễn Văn Hạnh, Nghệ An, 1772 - Ba Tòa, 1 de agosto de 1838), fue un sacerdote dominico vietnamita. Es venerado como mártir y santo por la Iglesia Católica.
Quería ser sacerdote a una edad temprana. Después de ser ordenado sacerdote, se convirtió en dominico en 1826. Después de que comenzó la persecución, se escondió por algún tiempo. Fue arrestado en julio de 1838. Fue torturado muchas veces mientras se intentaba obligarlo a pisotear una cruz y una estatua de la Virgen María. Fue decapitado el 1 de agosto de 1838, junto con Bernardo Vũ Văn Duệ.
Se venera el 24 de noviembre en un grupo de 117 mártires vietnamitas.
Fue beatificado el 27 de mayo de 1900 por León XIII, y canonizado por Juan Pablo II el 19 de junio de 1988 en el grupo de 117 mártires vietnamitas.